# Dieter Wöhrle
Dieter Wöhrle (* 18. August 1939 in Berlin) ist ein deutscher Chemiker. Von 1975 bis 2004 war er Professor für Makromolekulare Chemie an der Universität Bremen.

## Biografie
Wöhrle fertigte seine Promotionsarbeit am Fritz-Haber-Institut der Max-Planck-Gesellschaft in Berlin an, betreut von Georg Manecke. 1967 promovierte er mit seiner Arbeit über Synthese und Halbleitereigenschaften einiger Komplexe und der aus ihnen hergestellten Polymeren. 1971 habilitierte er sich an der FU Berlin, wo er Assistenzprofessor wurde.
1975 nahm er den Ruf auf die Professur für Präparative Chemie mit organischem Schwerpunkt unter Einbeziehung der makromolekularen Chemie an die Universität Bremen an. Dort blieb er, bis er 2004 in den Ruhestand ging. 1999 wurde ihm der International Award on Macromolecular Metal Complexes verliehen, 2004 der Linstead Career Award in Phthalocyanine Chemistry der Society of Porphyrins & Phthalocyanines. Außerdem ist Wöhrle Ehrenmitglied der Azerbaijan Academy of Sciences of Macromolecular Compounds.

## Werk
Sein Forschungsfeld umfasst die Synthese von polymeren Metall-Komplexen mit niedriger molarer Masse, von neuen Materialien für die Photokatalyse und die photodynamische Therapie von Krebs, sowie von neuen Materialien für organische Halbleiter und Solarzellen. Weiterhin arbeitet er an organischen Farbstoffen und Metall-Komplexen in mineralischen Trägersubstanzen. Ebenfalls beschäftigt er sich mit regenerativen Energiequellen, chemischen Waffen und gehört der Naturwissenschaftler-Friedensinitiative an.
An der Fernuniversität Hagen war er am Institut Frieden und Demokratie im Masterstudiengang Peace Studies involviert.

## Veröffentlichungen und Patente
- Wöhrle ist Autor bzw. Mitautor von über 410 wissenschaftlichen Publikationen,[6] von denen über 250 in der Datenbank Scopus erfasst sind.[12][13][14] Sein Scopus-h-Index lag zum Stand November 2019 oberhalb von 50.[12][13]
- Wöhrle hat 18 Patente angemeldet.[6]
- Mit Wolf-Dieter Stohrer und Michael W. Tausch: Photochemie. Konzepte, Methoden, Experimente. Wiley-VCH, 1998.[15]
- Chemie. In: Naturwissenschaft – Rüstung – Frieden, 2007, 2. Auflage 2017[16]
- Kunststoffe: Wichtige Werkstoffe unserer Zeit, 2018[17]